# Faust et Marguerite
Faust et Marguerite je francouzský němý film z roku 1897. Režisérem je Georges Méliès (1861–1938). Dějem je část legendy o Faustovi. Film je považován za první filmové zpracování Fausta.
Mezi další Mélièsova filmová zpracování Fausta patří La Damnation de Faust (1898), Faust aux enfers (1903) či Damnation du docteur Faust (1904).

## Děj
Faust si povídá se svou ženou Margueritou, když vtom se objeví v lidské podobě Mefistofeles. Ten mu připomene dohodu, kterou s ním uzavřel, a nařídí mu, aby zabil svoji ženu. Faust je nucen vzít svůj meč, ale když se připraví jí podříznout hrdlo, na její místo nastoupí démon (Mefistofeles), který mu navrhne dát dívku živou. Faust se na něj s hněvem vrhne, ale démon se změní v neživou kostru. Faust přistoupí k Marguerite, ta ale vzápětí zmizí. Poté mizí i kostra a nakonec i Faust. Na závěr se Mefisto rozhodne s dívkou oženit.